# Anthelephila menieri
Anthelephila menieri es una especie de coleóptero de la familia Anthicidae.

## Distribución geográfica
Habita en Yibuti.